# Kg M/40輕機槍
Kg M/40（瑞典語：Kulsprutegevär M/40；解作「M/40式自动步枪」）是一款由瑞典自動武器公司（Svenska Automatvapen AB）所設計及生產的轻机枪，且1940年代獲瑞典陸軍所採用，發射6.5×55毫米瑞典口徑步枪子彈。
德国克诺尔集团方面也生產了一小批該機槍，供德意志國防軍和武裝親衛隊所使用，發射彈藥改為7.92×57毫米毛瑟子彈，官方命名為MG35/36A，儘管該機槍被通稱為「克诺尔」。

## 歷史
Kg M/40輕機槍是在1930年代初期，由德國馬格德堡機械製造股份公司的槍械設計師漢斯·勞夫所設計的。然而，1933年11月22日，其專利被賣到瑞典。他有兩個來自瑞典的隨同申請人：伊瓦·施泰克和托斯滕·許古拉。
施泰克和許古拉兩人獲得了雙氣動根管系統和雙扳機結構的专利，並且由取得專利的瑞典自動武器公司生產。這個原型被稱為LH33，結果雖然在當時不獲採用，但仍有少量獲瑞典國防軍保留。1940年，瑞典對於機槍有著迫切的需要。但Kg M/37（瑞典BAR衍生型）的生產速度相當慢，不適合現代化大量生產。這時，瑞典終於接受了LH33轻机枪，並且在後來將其命名為Kg M/40 SAV系統（瑞典語：Svenska Automat Vapen，意為：瑞典自動武器）。從1940年到1943年，約5,000挺該機槍被交付給軍隊，但該武器的可靠性差劣，結果它們很快就被轉到二線部隊（如瑞典國民警衛隊）使用；而在戰後有更為優良的武器出現以後，該機槍隨即被撤裝。
另一方面，1935年，漢斯·勞夫成為了德国柏林—利希滕貝格的克诺尔集团的經理。1935年9月19日，在柏林—利希滕貝格，他得到了一個類似的、命名為LH35的武器的專利，並且加以修改為LH36，因此他本人把成品命名為克诺尔LH33輕機槍。這個原型後來獲得德國德意志國防軍和武裝親衛隊所採用，並且命名為MG35/36。1939年，克诺尔集团槍械設計師溫德林·佩卡拉提出了一些進一步的改進。該武器最有可能只是由克諾爾所設計，但是由斯泰爾兵工廠所生產。MG35/36的生產數量不多，在第二次世界大戰時被德意志國防軍和受武器不足所苦的武裝親衛隊所採用。

## 設計細節
Kg M/40是德國克諾爾MG35/36輕機槍的發展型，但亦經過一定程度的修改。例如口徑不同、取消了擊發調變（只能全自動射擊），以及對應不同的彈匣。
Kg M/40為長行程活塞氣動式、氣冷式槍管、開放式槍栓、純全自動輕機槍。長行程導氣活塞位於槍管上方的長導氣管以內，該導氣管一直延伸到接近槍口。導氣管是藉由兩根彎曲的導氣管，從底部接近槍口部的氣導孔連接到頂部的導氣管。槍管的閉鎖是藉由垂直傾斜式槍機來實現，而垂直傾斜式槍機則是藉由擺動式連接方式與導氣活塞桿連接。
Kg M/40只能使用20發彈匣供彈，這無疑地限制其火力持續性。其20發彈匣來自瑞典生產的M1918 BAR修改型（Kg M/21及M/37），而且與FG42相似的是，從左側面呈水平狀插入，從右側面拋出彈殼。
Kg M/40亦在導氣管上裝有提把和折疊式兩腳架。

## 使用國
- 芬兰：一小批於第二次世界大戰中使用。
- 德意志國：一小批被德意志國防軍和武裝親衛隊所採用，官方命名為MG35/36A，發射彈藥改為7.92×57毫米毛瑟子彈。
- 挪威
- 瑞典：官方命名為Kg M/40。

## 外部連結
- （英文）—The Light Machine Guns of Sweden（页面存档备份，存于）
- （英文）—Modern Firearms—Knorr-Bremse (Lauf) LH-33 MG-35/36 M/40 light machine gun